# Proteraiótita
Proteraiótita (en griego Προτεραιότητα, «Prioridad») es el primer disco de la artista griega Helena Paparizou, a la venta desde el 25 de agosto de 2004 editado por Sony Music Grecia. El primer sencillo del disco, Anapántites klíseis, fue puesto en venta como CD-sencillo antes del lanzamiento del álbum y alcanzó el número 1 en las listas griegas de sencillos.
El álbum fue reeditado dos veces en Grecia, y una vez de manera internacional con el título My Number One. En total, hay cinco ediciones disponibles del disco. El álbum original tuvo un éxito moderado, sin embargo, tras la victoria de Helena en el Festival de la Canción de Eurovisión 2005, la versión del disco comercializada como Euro Edition, alcanzó en número uno en las listas de ventas y fue certificado platino. El álbum fue certificado como doble disco de platino a principios de 2006, reconociendo únicamente a las ventas en Grecia de al menos 87.000 ejemplares.

## Información del disco
Proteraiótita es el primer disco en solitario de Helena Paparizou tras la separación de Antique. Lanzado en agosto de 2004, del disco se extrajeron cinco sencillos: Anapántites klíseis, Trelí kardiá, Katse kalá, Antithéseis y Stin kardiá mou mono thlipsi, que fueron lanzados en radio y como CD-sencillo.
El 31 de marzo de 2005 se relanzó el álbum con el título "Protereotita: Euro-Edition". El disco incluye un CD extra que contiene once nuevas canciones donde se incluye "My Number One", canción con la que ganó el Festival de la Canción de Eurovisión 2005. "My Number One" fue el segundo sencillo de Helena Paparizou en llegar al número uno en las listas de éxitos de Grecia.
A finales de 2005, se reeditó el disco por tercera y última vez en Grecia y Chipre como Protereotita: Euro-Edition + Mambo!. Esta edición incluye todas las canciones de Protereotita: Euro Edition y todas las canciones del CD-sencillo "Mambo!". Protereotita ha conseguido vender más de 100.000 copias, convirtiéndose en un gran éxito comercial para la cantante, teniendo en cuenta que el álbum fue lanzado solo en Grecia y Chipre.
El álbum también fue lanzado internacionalmente con el título My Number One en mayo de 2005. My Number One incluye la mayor parte de las canciones de Protereotita: Euro-Edition, y fue lanzado en muchas partes de Europa, incluyendo a Suecia, Turquía, Suiza, Hungría, Finlandia, Eslovenia, Rusia, Dinamarca, Polonia, Países Bajos y España.

## Canciones del disco

### Versión original
1. "Katse kalá" – 4:24
2. "Proteraiótita" – 3:17
3. "Antithéseis" – 3:50
4. "Anamníseis" – 4:01
5. "Axizei" – 3:24
6. "Taxidi gia to ágnosto" – 4:23
7. "Galaná" – 4:00
8. "(Ekheis kairó na mou féreis) Louloúdia" – 4:20
9. "Stin kardiá mou mono thlipsi" – 3:01
10. "Zise (Vive la vida loca)" – 3:09
11. "I zoí sou zari" – 3:31
12. "M' angaliazei to skotadi" – 3:28
13. "Mátia kai kheili" – 4:30
14. "Mesa stin fotiá sou" – 3:46
15. "Anapántites klíseis" – 4:07
16. "Trelí kardiá" – 3:29
17. "Anapántites klíseis" [SMS Remix] – 6:41

### Euro Edition

#### Versión de un disco
1. "My Number One" – 2:59
2. "O.K." [English Version] – 2:58
3. "Let's Get Wild" – 3:09
4. "The Light in Our Soul" – 2:58
5. "I Don't Want You Here Anymore (Anapandites Kliseis)" – 4:08
6. "A Brighter Day" – 3:36
7. "If You Believe Me (Anamnisies)" – 4:04
8. "Louloudia" (Ballad Version) – 3:20
9. "To Fos stin Psixi (The Light in Our Soul)" – 2:58
10. "O.K." (Versión en griego) – 2:58
11. "My Number One" (Karaoke) – 2:54

#### Versión disco doble
Disco Uno: Protereotita
1. "Katse Kala" – 4:24
2. "Proteraiotita" – 3:17
3. "Antitheseis" – 3:50
4. "Anamniseis" – 4:01
5. "Aksizei" – 3:24
6. "Taksidi Gia To Agnosto" – 4:23
7. "Galana" – 4:00
8. "(Eheis Kairo Na Mou Fereis) Louloudia" – 4:20
9. "Stin Kardia Mou Mono Thlipsi" – 3:01
10. "Zise (Vive la Vida Loca)" – 3:09
11. "I Zoi Sou Zari" – 3:31
12. "M'Aggaliazei To Skotadi" – 3:28
13. "Matia Kai Heili" – 4:30
14. "Mesa Stin Fotia Sou" – 3:46
15. "Anapandites Kliseis" – 4:07
16. "Treli Kardia" – 3:29
17. "Anapandites Kliseis" [SMS Remix] – 6:41

Disco Dos: Euro Edition
1. "My Number One" – 2:59
2. "O.K." [English Version] – 2:58
3. "Let's Get Wild" – 3:09
4. "The Light in Our Soul" – 2:58
5. "I Don't Want You Here Anymore (Anapandites Kliseis)" – 4:08
6. "A Brighter Day" – 3:36
7. "If You Believe Me (Anamnisies)" – 4:04
8. "Louloudia" [Ballad Version] – 3:20
9. "To Fos stin Psixi (The Light in Our Soul)" – 2:58
10. "O.K." [Greek Version] – 2:58
11. "My Number One" [Karaoke] – 2:54

### My Number One

#### Versión Normal
1. "My Number One" – 2:59
2. "Let's Get Wild" – 3:09
3. "The Light in Our Soul" – 2:56
4. "O.K." – 2:58
5. "I Don't Want You Here Anymore" – 2:58
6. "A Brighter Day" – 3:36
7. "If You Believe Me" – 4:04
8. "Katse Kala" (Behave Yourself) – 4:24
9. "Trelia Kardia" (Crazy Heart) – 3:29
10. "Aksizi" (It's Worth It) – 3:24
11. "Stin Kardia Mou Mono Thlipsi" (Sorrow in My Heart) – 3:01
12. "Taksidi Gia To Agnosto" (Trip to the Unknown) – 4:23
13. "Louloudia (Ballad Version)" (Flowers) – 3:18
14. "My Number One" [Chris the Greek Remix] – 3:32

#### Bonus Tracks edition
1. "My Number One" – 2:56
2. "Anapandites Kliseis" (Missed Calls) – 4:06
3. "Let's Get Wild" – 3:06
4. "A Brighter Day" – 3:33
5. "O.K." – 2:58
6. "The Light in Our Soul" – 2:56
7. "Stin Kardia Mou Mono Thlipsi" (Sorrow in My Heart) – 3:01
8. "Katse Kala" (Behave Yourself) – 4:24
9. "Taksidi Gia To Agnosto" (Trip to the Unknown) – 4:23
10. "If You Believe Me" – 4:02
11. "Trelia Kardia" (Crazy Heart) – 3:29
12. "I Zoe Sou Zari" (Dice) – 3:31
13. "Matia Ke Hili" (Eyes and Lips) – 4:30
14. "M'Agaliazi To Skotadi" (Darkness Embraces Me) – 3:29
15. "Aksizi" (It's Worth It) – 3:24
16. "Anapantites kliseis" [SMS Remix] – 6:41

### Euro Edition + Mambo!
Disco Uno: Protereotita
1. "Katse Kala" – 4:24
2. "Proteraiotita" – 3:17
3. "Antitheseis" – 3:50
4. "Anamniseis" – 4:01
5. "Aksizei" – 3:24
6. "Taksidi Gia To Agnosto" – 4:23
7. "Galana" – 4:00
8. "(Eheis Kairo Na Mou Fereis) Louloudia" – 4:20
9. "Stin Kardia Mou Mono Thlipsi" – 3:01
10. "Zise (Vive la Vida Loca)" – 3:09
11. "I Zoi Sou Zari" – 3:31
12. "M'Aggaliazei To Skotadi" – 3:28
13. "Matia Kai Heili" – 4:30
14. "Mesa Stin Fotia Sou" – 3:46
15. "Anapandites Kliseis" – 4:07
16. "Treli Kardia" – 3:29
17. "Anapandites Kliseis" [SMS Remix] – 6:41

Disco Dos: Euro Edition
1. "My Number One" – 2:59
2. "O.K." [English Version] – 2:58
3. "Let's Get Wild" – 3:09
4. "The Light in Our Soul" – 2:58
5. "I Don't Want You Here Anymore (Anapandites Kliseis)" – 4:08
6. "A Brighter Day" – 3:36
7. "If You Believe Me (Anamnisies)" – 4:04
8. "Louloudia" [Ballad Version] – 3:20
9. "To Fos stin Psixi (The Light in Our Soul)" – 2:58
10. "O.K." (Versión en griego) – 2:58
11. "My Number One" (Karaoke) – 2:54

Disco Tres: "Mambo!"
1. "Mambo!" (Versión en griego) – 3:05
2. "Panta Se Perimena" (Idaniko Fili) – 3:50
3. "I Agapi Sou Den Meni Pia Edo" (Aşkın Açamadığı Kapı)
4. "Asteria" – 3:52
5. "Mambo!" (Versión en inglés) – 3:06